# Bad (álbum)
Bad é o sétimo álbum de estúdio do cantor e compositor estadunidense Michael Jackson, lançado em 31 de agosto de 1987 através da Epic Records. Escrito e gravado entre 1985 e 1987, Bad foi o terceiro e último trabalho de Jackson com o produtor Quincy Jones. Jackson adotou um som mais agressivo para o álbum, afastando-se de seu estilo característico baseado no groove e no falsete. Principalmente influenciado pelo pop, dance e R&B, com elementos de funk, soul, jazz, rock e hard rock, Bad incorporou novas tecnologias de gravação, incluindo sintetizadores digitais. Jackson coproduziu e compôs todas as faixas, exceto duas, e os temas líricos incluem auto-aperfeiçoamento, romance, paz mundial, viés midiático, paranoia e discriminação racial. O álbum apresenta participações de Siedah Garrett e Stevie Wonder.
Antes do lançamento de Bad, a nova imagem de Jackson gerou muita controvérsia, principalmente nos Estados Unidos. Nove singles (e um single promocional, ''Speed Demon'') foram lançados para promover o álbum, incluindo os sucessos "I Just Can't Stop Loving You", "Bad", "The Way You Make Me Feel", "Man in the Mirror", "Dirty Diana" e "Smooth Criminal". Com os cincos primeiros alcançando o topo da Billboard Hot 100, Jackson definiu o recorde de maior quantidade de canções de um único álbum a liderarem a tabela. O filme Moonwalker (1988), que incluiu os videoclipes de várias faixas de Bad, foi usado para promover o álbum. Jackson também embarcou em sua primeira turnê mundial solo, realizando 123 shows em 15 países, atraindo 4,.4 milhões de pessoas e arrecadando US$125 milhões (equivalente a US$332 milhões em 2024), tornando-se a turnê de concertos de maior bilheteria de todos os tempos na época.
Lançado quase cinco anos após seu antecessor, Thriller (1982), a expectativa por Bad foi alta. O álbum vendeu mais de 2.25 milhões de cópias em sua primeira semana nos Estados Unidos, alcançando o topo da Billboard Top Pop Albums e conquistando o certificado de 11× platina da Recording Industry Association of America (RIAA). Também alcançou a primeira posição em outros 24 países e foi o álbum mais vendido do mundo em 1987 e 1988, tornando-se um grandioso sucesso comercial global. Bad recebeu críticas positivas, particularmente pelos vocais de Jackson e pela produção mais sofisticada. Desde então, foi aclamado como um marco da música popular dos anos 1980, solidificando o status de Jackson como um superstar global e sendo uma extensão de sua influência na música contemporânea.
Bad é um dos álbuns mais vendidos de todos os tempos, com mais de 35 milhões de cópias vendidas em todo o mundo. Várias publicações o classificaram em listas dos melhores álbuns de todos os tempos; alguns críticos notaram aspectos do álbum, particularmente a composição e os sentimentos pop, como sendo o melhor da carreira de Jackson. O álbum recebeu seis indicações ao Grammy Awards, incluindo Álbum do Ano, vencendo os prêmios de Melhor Álbum de Engenharia – Não Clássico e Melhor Videoclipe (por "Leave Me Alone"). "Bad" venceu o prêmio de Canção Favorita de Soul/R&B no American Music Awards. Jackson também recebeu vários prêmios especiais em reconhecimento ao sucesso do álbum. Em 2012, uma reedição expandida do álbum, Bad 25, e um documentário, também intitulado Bad 25, foram lançados em celebração aos 25 anos do álbum.

## Antecedentes e produção
Grande parte da carreira de Jackson como um membro dos The Jackson 5/The Jacksons, ele e seus irmãos não tinham o controle criativo e não eram autorizados a escrever sua próprias músicas para seus projetos musicais. Quando Jackson começou a trabalhar em projectos de carreira solo, enquanto ainda era membro da banda, ele recebeu mais liberdade criativa em seus álbuns de estúdio Off the Wall (1979) e Thriller (1982), ambos foram grandes sucessos comerciais. Para Bad, Jackson teve a mesma liberdade criativa. O objetivo de Jackson para Bad foi que ele iria vender 100 milhões de cópias, assim como o Thriller, que já supera as 100 milhões de vendas.
Um dos álbuns anteriores de Jackson, Off the Wall, foi um sucesso de crítica, recebendo várias críticas favoráveis.  Foi também um sucesso comercial no mundo todo, vendendo mais de 45 milhões de cópias. O próximo álbum de estúdio de Jackson, Thriller, assim como Off the Wall, foi um sucesso comercial e de crítica, e Thriller já havia vendido na época 65 milhões de copias no mundo (hoje em dia, já ultrapassa mais de 170 milhões de cópias vendidas).
Bad foi o sétimo álbum de estúdio lançado por Jackson após deixar o The Jackson 5 e o primeiro em um período de cinco anos. Bad foi a terceira, e última colaboração musical entre Jackson e Quincy Jones. O álbum foi produzido por Jones, co-produzido por Jackson. Michael começou a gravar demos para Bad poucos meses depois da Victory Tour com The Jacksons 5. A gravação aconteceu de 5 de Janeiro de 1985 até 11 de Julho de 1987.
Jackson escreveu cerca de 60 músicas para o novo álbum, mas gravou trinta, querendo lançá-lo com um LP triplo. Jones sugeriu que o álbum fosse cortado em um LP único de 10 faixas. Quando O álbum foi lançado em CD, a faixa bônus, "Leave Me Alone", foi incluída. Mais tarde, foi lançada como single. Jackson escreveu nove das onze músicas do álbum, as outras músicas foram creditadas a Terry Britten e Graham Lyle para "Just Good Friends" e Siedah Garrett e Glen Ballard para "Man in the Mirror".
Michael desenvolveu o álbum em um período de três anos, se dedicando especialmente à composição. Nove das onze canções de Bad são de autoria dele. Entre os colaboradores estão Stevie Wonder, com quem Jackson divide vocais na canção "Just Good Friends", e Siedah Garrett, que canta com ele em "I Just Can't Stop Loving You".
No álbum, Michael experimentou escrever sobre temas bem inusitados. Algumas letras geraram polêmica. Em "Smooth Criminal", o astro relata a história de uma mulher vítima de violência sexual. Já "Dirty Diana" fala das groupies, jovens que tentam cultivar intimidade com ídolos em troca de fama e dinheiro. Muitos acreditavam que a Diana da canção era, na verdade, Diana Ross, com quem Jackson tinha cultivado amizade no passado e havia se distanciado.
A música "Bad" foi composta para ser um duelo musical entre Jackson e Prince. O astro queria aproveitar a suposta rivalidade entre ambos para promover a faixa. Prince recusou o convite, especula-se que ele não tenha gostado da letra da canção.
As cantoras Barbra Streisand e Whitney Houston foram convidadas para gravar o dueto "I Just Can´t Stop Loving You" e recusaram. Com receio de ouvir mais negativas, Quincy Jones optou por convidar a estreante Siedah Garrett.
A primeira prensagem do álbum em LP continha uma versão de "I Just Can't Stop Loving You" diferente da atualmente conhecida. A música era mais longa e tinha uma introdução susurrada. Essa parte foi tirada dos lançamentos em CD, fita cassete e em tiragem posteriores em LP. Ela só foi recuperada em 2012,  no relançamento do single de "I Just Can't Stop Loving You" devido ao "Bad 25", edição comemorativa de 25 anos do lançamento original do disco.

## Excentricidades e cor de pele

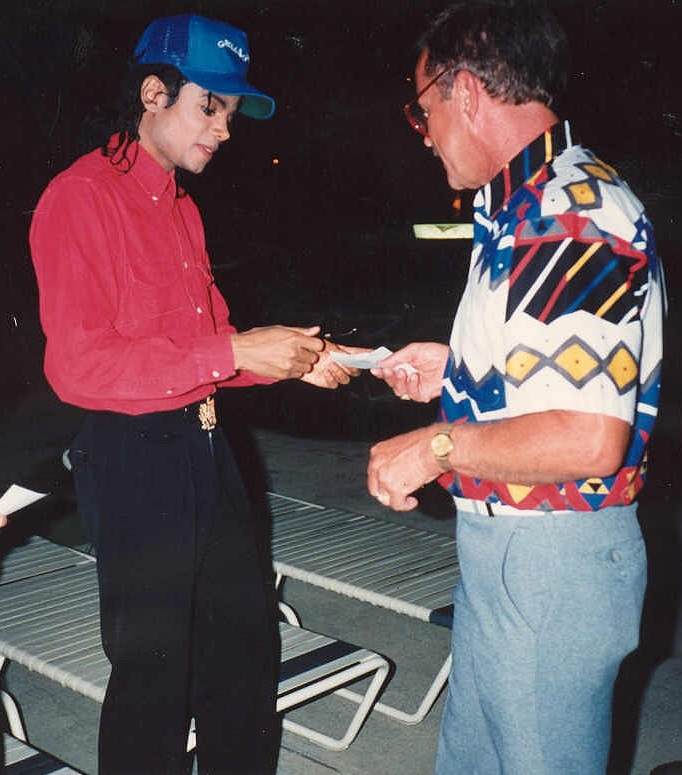
Jackson dois anos depois do diagnóstico de vitiligo, aqui nas fases iniciais da doença.

Durante a divulgação de Bad, a publicação de excentricidades sobre a vida de Michael adquiriu contornos enfáticos. Verdades ou mentiras, tornaram-se parte da imagem que se criou em torno de Jackson. Foi noticiado, por exemplo, que o astro tentou comprar os ossos e roupas de John Merrick, o Homem Elefante. Que ele teria uma parte do próprio nariz, retirada em cirurgia plástica, conservada em uma jarra dentro de casa. Que dormia em uma câmara hiperbárica para retardar o envelhecimento.
Ainda durante a era Bad, Michael andava constantemente com seu chimpanzé de estimação, Bubbles, o que mostrava sua personalidade excêntrica. Outros animais do cantor também ficaram conhecidos, a jibóia Muscles (Músculos) e a Lhama (Loise).
Na época, as alterações na aparência de Michael eram visíveis e geravam muita polêmica. Os jornais especulavam sobre dezenas cirurgias plásticas, apesar do astro confirmar apenas duas, e possíveis razões para a mudança na cor da pele dele, que estava branca. Em 1993, durante entrevista à apresentadora Oprah Winfrey, Jackson afirmou sofrer de vitiligo, uma doença autoimune não contagiosa em que ocorre a perda da pigmentação. Ocorre principalmente em pessoas constantemente pressionadas. Além de vitiligo, também foi detectado em seu organismo lúpus discoide, uma doença que também causa a despigmentação da pele. Especialistas acreditavam que Michael teria se submetido a um tratamento intensivo com hidroquinona, uma substância capaz de clarear a pele e amenizar a doença, escondendo as manchas restantes com maquiagem.

## Lista de faixas
Todas as faixas foram escritas por Michael Jackson, exceto onde indicado, e produzidas por Quincy Jones e co-produzidas por Jackson.
| Bad – edição padrão (LP e cassete) |                                                          |                             |         |  |
| N.º                                | Título                                                   | Compositor(es)              | Duração |  |
| 1.                                 | "Bad"                                                    |                             | 4:06    |  |
| 2.                                 | "The Way You Make Me Feel"                               |                             | 4:59    |  |
| 3.                                 | "Speed Demon"                                            |                             | 4:01    |  |
| 4.                                 | "Liberian Girl"                                          |                             | 3:53    |  |
| 5.                                 | "Just Good Friends" (part. de Stevie Wonder)             | Terry Britten Graham Lyle   | 4:05    |  |
| 6.                                 | "Another Part of Me"                                     |                             | 3:53    |  |
| 7.                                 | "Man in the Mirror"                                      | Siedah Garrett Glen Ballard | 5:18    |  |
| 8.                                 | "I Just Can't Stop Loving You" (part. de Siedah Garrett) |                             | 4:24    |  |
| 9.                                 | "Dirty Diana"                                            |                             | 4:52    |  |
| 10.                                | "Smooth Criminal"                                        |                             | 4:16    |  |
| Duração total:                     | Duração total:                                           | Duração total:              | 43:47   |  |

| Bad – edição padrão (CD) |                  |         |  |
| N.º                      | Título           | Duração |  |
| 11.                      | "Leave Me Alone" | 4:37    |  |
| Duração total:           | Duração total:   | 48:24   |  |

| Special Edition Bonus |                                                       |                               |         |  |
| N.º                   | Título                                                | Compositor(es)                | Duração |  |
| 12.                   | "Quincy Jones Interview 1#"                           |                               | 4:03    |  |
| 13.                   | "Streetwalker" (Previously Unreleased)                | Michael Jackson               | 5:49    |  |
| 14.                   | "Quincy Jones Interview 2#"                           |                               | 2:53    |  |
| 15.                   | "Todo Mi Amor Eres Tu" (I Just Can't Stop Loving You) | Michael Jackson, Ruben Blades | 4:05    |  |
| 16.                   | "Quincy Jones Interview 3#"                           |                               | 2:30    |  |
| 17.                   | "Introduction to "Fly Away"                           |                               | 0:08    |  |
| 18.                   | "Fly Away" (Previously Unreleased)                    | Michael Jackson               | 3:26    |  |

## Promoção
Em setembro de 1987, Michael deu início à Bad World Tour, sua primeira turnê mundial solo, Bad World Tour passou em 15 países e atraiu 4,4 milhões e firmou um recorde de público, que seria superado por ele duas vezes (em 1992 e 1997).
Bad foi indicado ao Grammy, Michael inclusive fez uma performance lendária no ano de 1988, onde cantou "The Way You Make Me Feel" e "Man in the Mirror". Ele não ganhou nenhum prêmio, o que gerou revolta no cantor. "Eles julgaram minha aparência, não minha música."

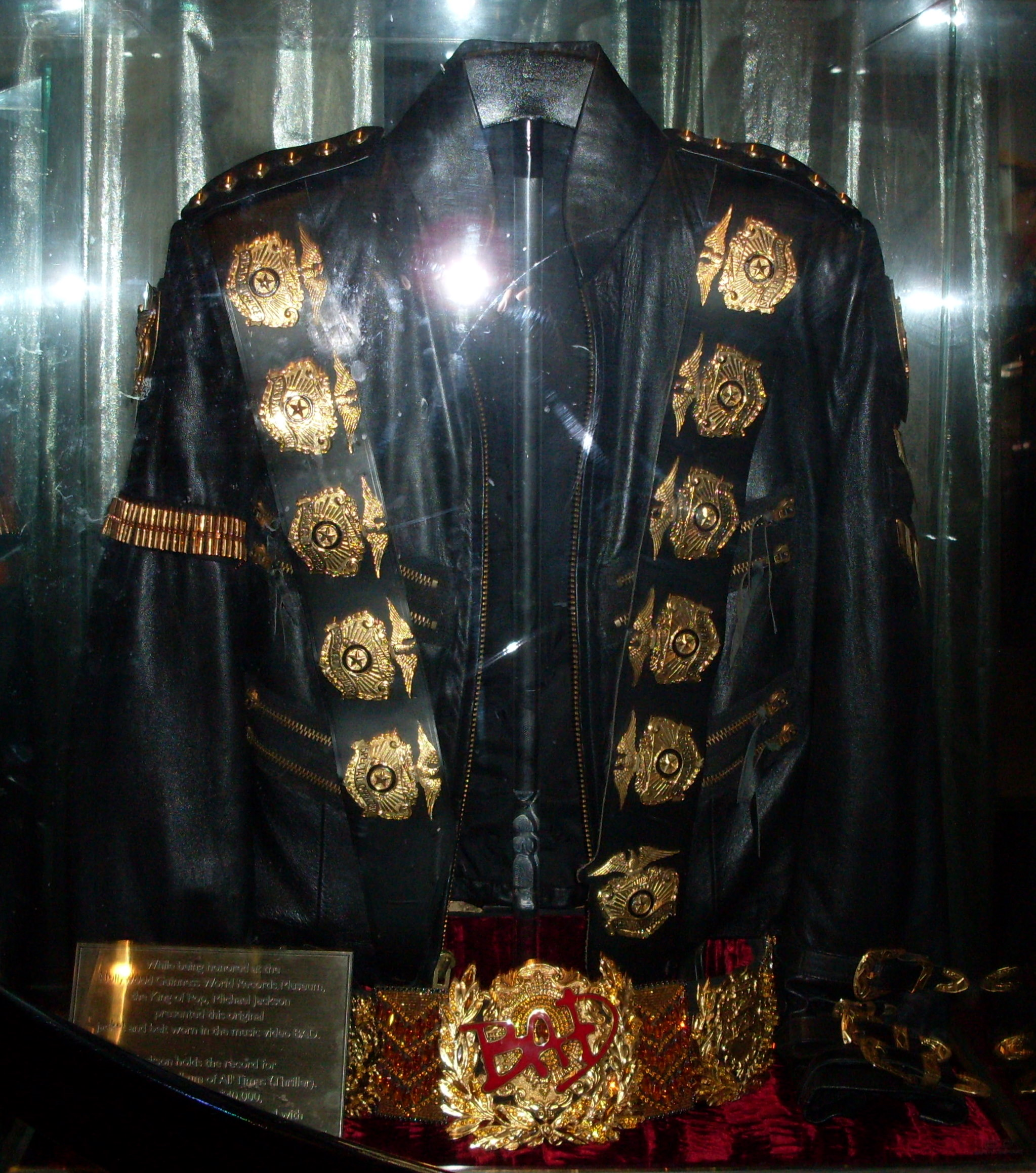
Michael usou uma jaqueta de ouro niquelado em estilo militar durante a era "Bad".

O primeiro vídeo filmado para promover o álbum foi da faixa-título, "Bad". O curta-metragem de 18 minutos foi dirigido por Martin Scorsese e conta com a participação de Wesley Snipes. Quando o clipe estreou na televisão, em 31 de agosto de 1987, gerou grande controvérsia, especialmente por causa das alterações na aparência do cantor. Michael ainda gravou outros oito vídeos para faixas de Bad. Canções como "Smooth Criminal" e "Leave Me Alone" ganharam versões para a TV quando incluídas no filme musical Moonwalker, lançado pelo astro em 1988.

## Edição especial
A Epic lançou, em outubro de 2001, uma edição especial de Bad celebrando os 30 anos de carreira solo de Jackson. As canções "Streetwalker" e "Fly Away" – não incluídas na seleção final de faixas, em 1987 – entraram como faixas bônus. Entre outras raridades, uma versão em espanhol de "I Just Can't Stop Loving You" chamada "Todo Mi Amor Eres Tu" e entrevistas com o produtor Quincy Jones.
O álbum ainda recebeu capa dura de luxo, com um recorte da foto de Michael usada na original. O encarte de Bad também foi modificado, incluindo fotografias do acervo pessoal do astro.

## Músicas arquivadas
- "Cheater" (Michael Jackson, Greg Phillinganes) [lançado]
- "Crack Kills" (Michael Jackson)
- "Fly Away" (Michael Jackson) [lançado]
- "Groove Of Midnight" (Rod Temperton)
- "Streetwalker" (Michael Jackson) [lançado]
- "Tomboy" (Michael Jackson)
- "Do You Know Where Your Children Are" (Michael Jackson)  [lançado]
- "Loving You" (Michael Jackson) [lançado]
- "Chicago 1945" (Michael Jackson, Steve Porcaro)
- "Buffalo Bill" (Michael Jackson)
- "What You Do To Me" (Michael Jackson)
- "Make Or Break" (Michael Jackson, John Barnes)
- "I'm So Blue" (Michael Jackson) [lançado]

## Desempenho de mercado
Quando foi lançado, Bad estabeleceu um novo recorde estreando na primeira posição da lista de mais vendidos em 25 países. Foi o álbum de Michael que vendeu mais rapidamente. A seguir, a tabela com as melhores posições de Bad nos principais países do globo. Ao lado, o número de semanas (consecutivas e não-consecutivas) que o álbum permaneceu como #1 em seu respectivo país.
| Edição padrão           | Edição padrão  |
| Tabelas musicais (1987) | Melhor posição |
| ----------------------- | -------------- |
| Alemanha Ocidental      | 1 (7x)         |
| Suécia                  | 1 (7x)         |
| Inglaterra              | 1 (2x)         |
| Suíça                   | 1 (7x)         |
| Japão                   | 1 (18x)        |
| Itália                  | 1 (4x)         |
| EUA                     | 1 (12x)        |
| Espanha                 | 1 (11x)        |
| Áustria                 | 1 (9x)         |
| Holanda                 | 1 (9x)         |
| Bélgica                 | 1 (3x)         |
| Austrália               | 1 (8x)         |
| Canadá                  | 1 (7x)         |
| Brasil                  | 1 (4x)         |
| Noruega                 | 1 (3x)         |
| Irlanda                 | 1 (10x)        |
| México                  | 1 (3x)         |
| Portugal                | 1 (1x)         |
| Dinamarca               | 1 (2x)         |
| França                  | 1 (13x)        |
| África do Sul           | 1 (6x)         |
| Nova Zelândia           | 1 (8x)         |
| Argentina               | 1 (1x)         |
| Finlândia               | 1 (4x)         |
| Grécia                  | 1 (1x)         |
| União Europeia          | 1 (13x)        |
| Mundo                   | 1 (11x)        |

### Singles
Das 11 faixas de Bad apenas duas não tiveram chance como compacto: "Speed Demon" e "Just Good Friends". As canções "Leave Me Alone" e "Liberian Girl" foram lançadas somente para as rádios nos Estados Unidos e devido às regras da Billboard na época não constaram nas listas.
- "I Just Can't Stop Loving You": Primeira canção lançada como single da era Bad. Sem videoclipe, a música obteve grande sucesso comercial. Jackson cantou-a em suas Bad World Tour e Dangerous World Tour.
- "Bad": Escrita por Michael para ser um dueto entre Prince e ele, mas sem a parceria de Prince, como segundo single do álbum e primeiro a obter um videoclipe dessa era. Nele, Jackson aparece pela primeira vez com a pele um pouco mais clara.
- "The Way You Make Me Feel": obteve grande sucesso no mundo todo, principalmente por causa de seu videoclipe que conta com uma coreografia e uma temática sensual, totalmente desenvolvida por Jackson.
- "Man In The Mirror": Apesar de ter alcançado o 1º lugar nos Estados Unidos, a canção não foi muito bem em outros países. No videoclipe, Jackson aparece rapidamente no final.
- "Dirty Diana": Música envolvente com um rock relativamente pesado. O videoclipe simula um show ao vivo. Alcançou 1º lugar quase no mundo todo.
- "Another Part of Me": Em poucos países alcançou o 1º lugar. O videoclipe é inteiramente ao vivo e foi gravado em um show da Bad World Tour em Londres.
- "Smooth Criminal": Trilha sonora de seu musical Moonwalker, "Smooth Criminal", fez um grande sucesso, grande parte por causa de seu videoclipe inovador, no qual Michael apresenta o passo de dança "The Lean", que consiste em desafiar a gravidade, inclinando-se para frente em um ângulo de 45º sem retirar os pés do chão. Na Inglaterra, foi #1 por seis semanas.
- "Leave Me Alone": Apesar de não ter sido lançada nos Estados Unidos, o videoclipe ganhou um premio do Grammy pelos efeitos especiais.
- "Liberian Girl": Canção dedicada a sua grande amiga Elizabeth Taylor. O videoclipe obtem participação de muitos astros da época.
- "Speed Demon": Era para ser o último single a ser lançado do álbum, mas acabou sendo cancelado. Ainda assim, alguns exemplares foram lançados nos Estados Unidos, conseguindo pouco sucesso comercial.

#### Estados Unidos
| Single/Compacto                | Lançamento          | Melhor posição | Permanencia nas paradas (em semanas) |
| ------------------------------ | ------------------- | -------------- | ------------------------------------ |
| "I Just Can't Stop Loving You" | 20 de julho, 1987   | 1 (1x)         | 14                                   |
| "Bad"                          | 7 de setembro, 1987 | 1 (2x)         | 14                                   |
| "The Way You Make Me Feel"     | 9 de novembro, 1987 | 1 (1x)         | 18                                   |
| "Man in the Mirror"            | 9 de janeiro, 1988  | 1 (2x)         | 17                                   |
| "Dirty Diana"                  | 18 de abril, 1988   | 1 (1x)         | 14                                   |
| "Another Part of Me"           | 11 de julho, 1988   | 11             | 13                                   |
| "Smooth Criminal"              | 24 de outubro, 1988 | 7              | 15                                   |

#### Reino Unido
| Single/Compacto                | Lançamento            | Melhor posição | Permanencia nas paradas (em semanas) |
| ------------------------------ | --------------------- | -------------- | ------------------------------------ |
| "I Just Can't Stop Loving You" | 20 de julho, 1987     | 1 (2x)         | 16                                   |
| "Bad"                          | 7 de setembro, 1987   | 1 (4x)         | 27                                   |
| "The Way You Make Me Feel"     | 9 de novembro, 1987   | 1 (3x)         | 25                                   |
| "Man in the Mirror"            | 9 de janeiro, 1988    | 21             | 19                                   |
| "Dirty Diana"                  | 18 de abril, 1988     | 4              | 24                                   |
| "Another Part of Me"           | 11 de julho, 1988     | 15             | 9                                    |
| "Smooth Criminal"              | 24 de outubro, 1988   | 1 (5x)         | 32                                   |
| "Leave Me Alone"               | 13 de fevereiro, 1989 | 1 (3x)         | 11                                   |
| "Liberian Girl"                | 4 de julho, 1989      | 9              | 13                                   |

Confira a relação completa na Lista de singles de Michael Jackson.